# ニューヘブン・エルムシティーズ
ニューヘブン・エルムシティーズ（New Haven Elm Citys）は、1875年にアメリカ合衆国コネチカット州ニューヘブンを本拠地とし、ナショナル・アソシエーションに所属していたプロ野球チーム。

## 球団史
1875年のナショナル・アソシエーションのチーム拡張にあわせてチームが創設される。地元コネチカット出身の投手トリッキー・ニコルズを先発に立てたが、チームは開幕から15連敗を喫し、内野手のヘンリー・ラフが急遽投手をつとめようやく連敗を止めるという状況だった。
またチーム打率が.218と攻撃力に乏しく、打つ方ではヘンリー・ラフや当時まだ15歳だったビリー・ギアが引っ張っていた。ロースターには、後にシカゴで4年連続20勝を記録するフレッド・ゴールドスミスがいたが、ニューヘブンでは内野手として扱われ1試合に出場したのみだった。結局チームは7勝40敗の成績に終わり1年で解散した。

## 戦績
※順位は勝利数による。
| 年度   | リーグ | 試合 | 勝利 | 敗戦 | 勝率 | 順位 | 監督                                                         | 本拠地                      |
| ------ | ------ | ---- | ---- | ---- | ---- | ---- | ------------------------------------------------------------ | --------------------------- |
| 1875年 | NA     | 47   | 7    | 40   | .149 | 8位  | チャーリー・グールド ジャンボ・レイサム チャーリー・ペイバー | Hamilton Park (Connecticut) |

## 所属した主な選手
- ヘンリー・ラフ：内野手。ニューヘブンでは打率.271を記録。
- ビリー・ギア：外野手。ニューヘブンでは打率.244。前年14歳でプロリーグにデビューした。
- フレッド・ゴールドスミス：内野手で1試合出場のみ。1880年から4年連続20勝を挙げる投手になる。

## 主な球団記録
- 通算安打数：45（ヘンリー・ラフ）
- 通算打点数：18（ヘンリー・ラフ）
- 通算勝利数：4（トリッキー・ニコルズ）